# 1992年バルセロナオリンピックのドイツ選手団
1992年バルセロナオリンピックのドイツ選手団（1992ねんバルセロナオリンピックのドイツせんしゅだん）は、1992年7月25日から8月9日にかけてスペインのカタルーニャ州バルセロナで開催された1992年バルセロナオリンピックのドイツ選手団、およびその競技結果。

## 概要
今大会は金メダル33個、銀メダル21個、銅メダル28個の合計82個のメダルを獲得した。

## メダル
| メダル | 選手名 | 競技   | 種目                       |
| ------ | --- | ------ | -------------------------- |
| 金     | ディーター・バウマン | 陸上   | 男子5000m                  |
| 金     | ハイケ・ヘンケル | 陸上   | 女子走高跳                 |
| 金     | ハイケ・ドレクスラー | 陸上   | 女子走幅跳                 |
| 金     | シルケ・レンク | 陸上   | 女子やり投                 |
| 金     | ダグマル・ハーゼ | 競泳   | 女子400m自由形             |
| 金     | ベルント・ディテルト クリスティアン・メイアー ウーヴェ・ペシェル ミヒャエル・リッヒ                                                                              | 自転車 | 男子チームタイムトライアル |
| 金     | イエンス・フィードラー | 自転車 | 男子スプリント             |
| 金     | イェンス・レーマン シュテファン・シュタインベック ギド・フルスト アンドレアス・ヴァルツァー                                                                      | 自転車 | 男子4000m団体追い抜き      |
| 金     | ペトラ・ロスナー | 自転車 | 女子3000m個人追い抜き      |
| 銀     | ユルゲン・シュルト | 陸上   | 男子円盤投                 |
| 銀     | フランツィスカ・ファン・アルムシック | 競泳   | 女子200m自由形             |
| 銀     | ダグマル・ハーゼ | 競泳   | 女子200m背泳ぎ             |
| 銀     | フランツィスカ・ファン・アルムジック ヤーナ・デリース ダグマル・ハーゼ ダニエラ・フンガー ダニエラ・ブレンデル ベッティーナ・ウストロースキー シモーネ・オシグス | 競泳   | 女子4×100mメドレーリレー   |
| 銀     | イェンス・レーマン | 自転車 | 男子4000m個人追い抜き      |
| 銀     | アネット・ノイマン | 自転車 | 女子スプリント             |
| 銅     | シュテファン・フライガング | 陸上   | 男子マラソン               |
| 銅     | ロナルト・ヴァイゲル | 陸上   | 男子50km競歩               |
| 銅     | カトリン・ナイムケ | 陸上   | 女子砲丸投                 |
| 銅     | カレン・フォルケル | 陸上   | 女子やり投                 |
| 銅     | サビーネ・ブラウン | 陸上   | 女子七種競技               |
| 銅     | ヨルク・ホフマン | 競泳   | 男子1500m自由形            |
| 銅     | クリスティアン・トレガー ダーク・リヒター シュテフェン・ツェスナー マルク・ピンガー アンドレアス・シガト ベングト・ジカルスキー                                  | 競泳   | 男子4×100m自由形リレー     |
| 銅     | フランツィスカ・ファン・アルムジック | 競泳   | 女子100m自由形             |
| 銅     | ケルスティン・キールガス | 競泳   | 女子200m自由形             |
| 銅     | ヤナ・ヘンケ | 競泳   | 女子800m自由形             |
| 銅     | ダニエラ・フンガー | 競泳   | 女子200m個人メドレー       |
| 銅     | フランツィスカ・ファン・アルムジック ダニエラ・フンガー シモーネ・オシグス マヌエラ・シュテルマッハ ケルスティン・キールガス アネッテ・ハディング                | 競泳   | 女子4×100m自由形リレー     |
| 銅     | リヒャルト・トラウトマン | 柔道   | 男子60kg以下級             |
| 銅     | ウド・クエルマルツ | 柔道   | 男子65kg以下級             |